# Gudniki (Korsze)
Gudniki (deutsch Gudnick) ist ein Dorf in Polen in der Woiwodschaft Ermland-Masuren. Es gehört zur Gmina Korsze (Stadt- und Landgemeinde Korschen) im Powiat Kętrzyński (Kreis Rastenburg).

## Geographische Lage

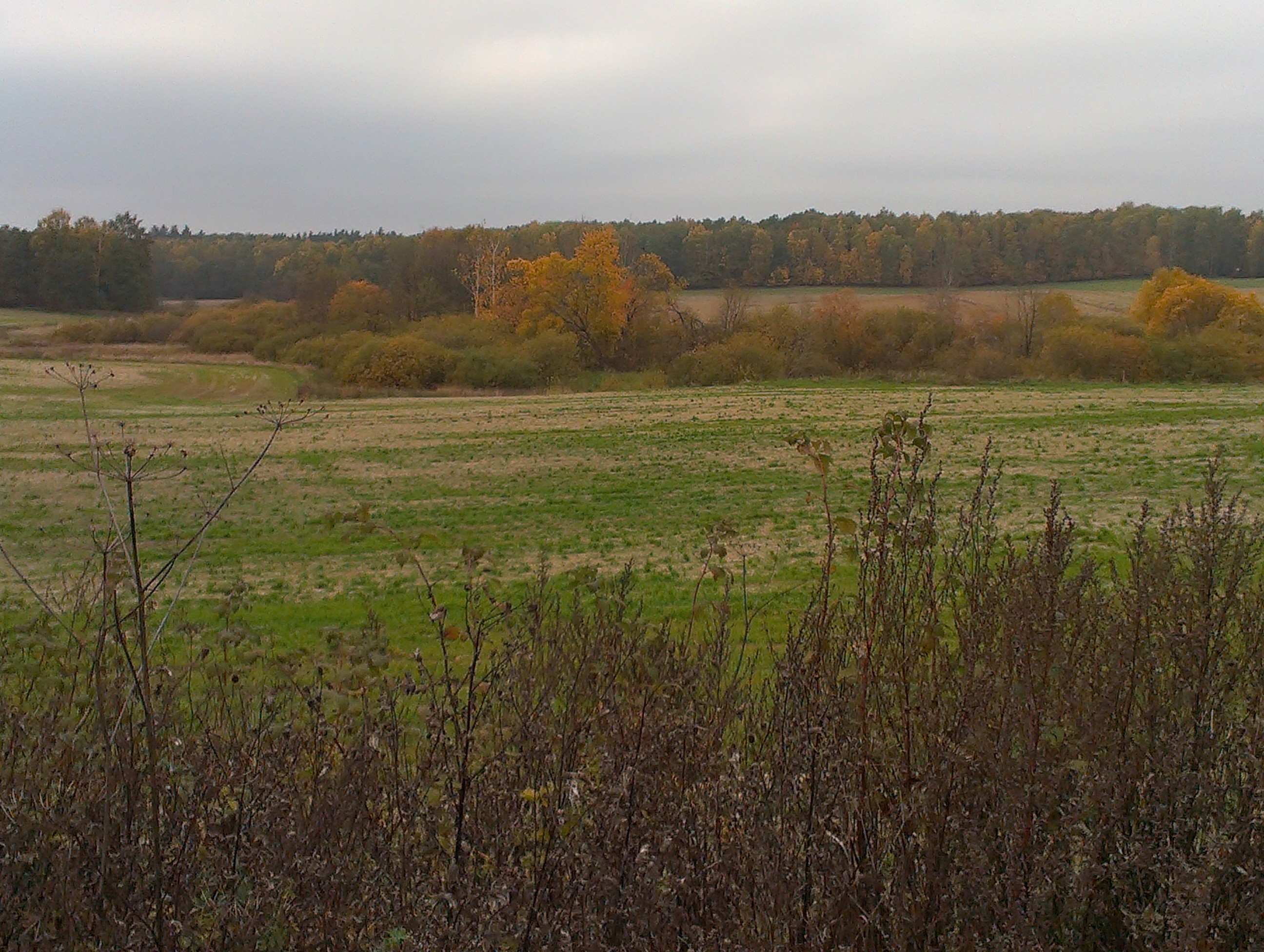
Herbstlandschaft bei Gudniki

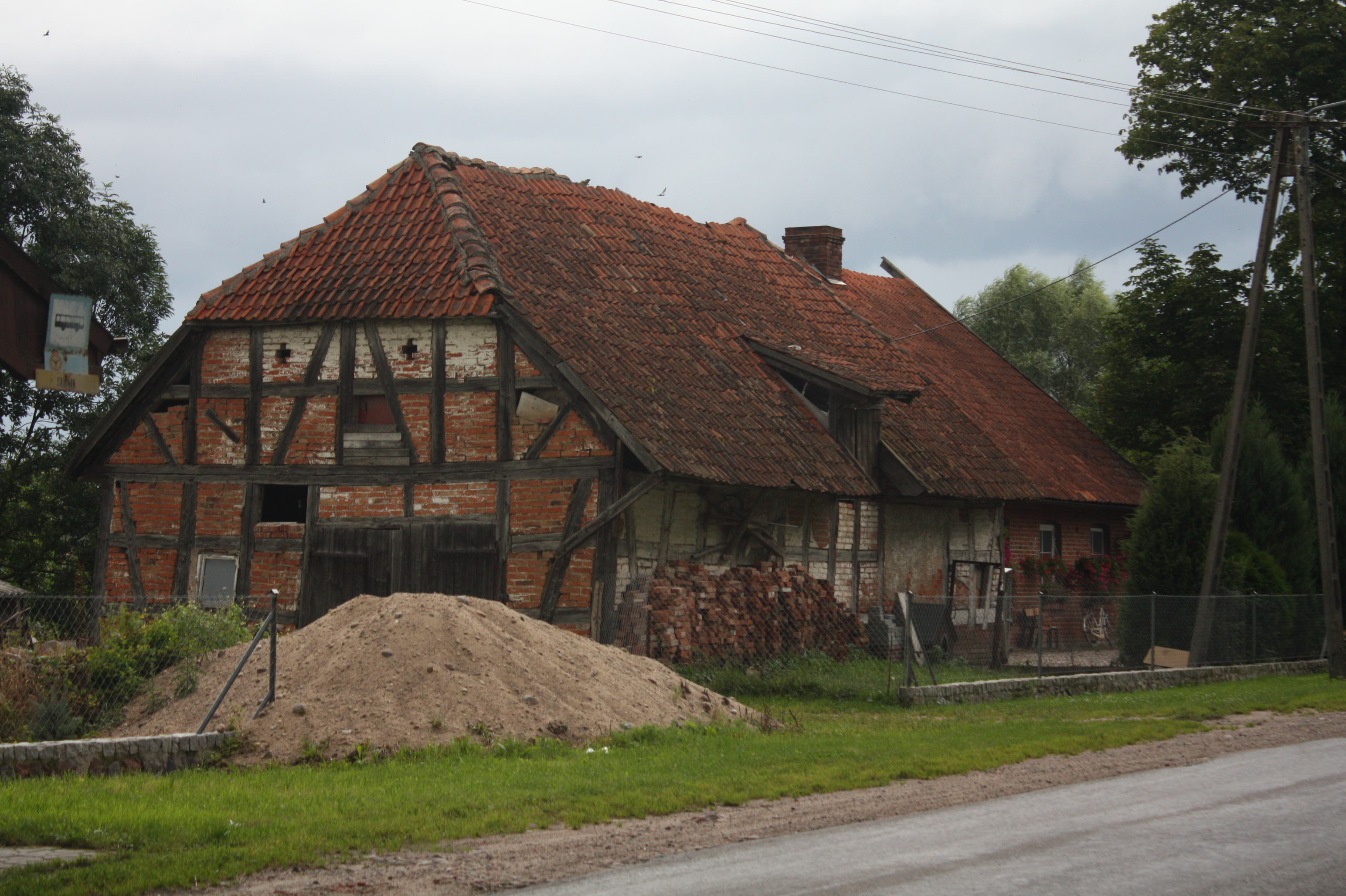
Altes Fachwerkgebäude in Gudniki

Das Dorf in der Gemeinde Korsze (Korschen) liegt etwa sieben Kilometer südlich von Korsze und 15 Kilometer westlich der Kreisstadt Kętrzyn (deutsch Rastenburg). Die Grenze zur russischen Oblast Kaliningrad (Gebiet Königsberg) verläuft ca. 25 Kilometer nördlich von Gudniki.

## Geschichte

### Ortsname
Der Name leitet sich von dem prußischen Wort „gudde“ (Gesträuch, Gebüsch) ab.

### Ortsgeschichte
Angelegt wurde das Dorf vermutlich um 1340 und 1427 als Godenick, um 1785 als Gudnicken erwähnt. In der zweiten Hälfte des 14. Jahrhunderts wurden dann vermutlich die gemauerte Kirche sowie Wohngebäude aus Stein errichtet. Die Wohnhäuser wurden 1731 umgebaut.
Bis 1528 gehörte das Dorf zur Pfarrei Rößel (polnisch Reszel), danach zur inzwischen lutherischen Pfarrei Langheim (polnisch Łankiejmy). In Gudnick stand eine Ziegelei. Am Südufer des Großen Teichs befand sich das Gut.
Im Jahre 1874 wurde Gudnick in den neu errichteten Amtsbezirk Langheim (polnisch Łankiejmy) eingegliedert, der bis 1945 bestand und zum Kreis Rastenburg im Regierungsbezirk Königsberg in der preußischen Provinz Ostpreußen gehörte. Etwa 1903/1907 wurde der Gutsbezirk Gudnick aus Teilen des Gutsbezirks Langheim gebildet. Der Gutsbezirk Gudnick zählte im Jahre 1910 alleine 158 Einwohner, das Dorf Gudnick lediglich 114.
Am 30. September 1928 schlossen sich die Landgemeinde Gudnick und der Gutsbezirk Gudnick zur neuen Landgemeinde Gudnick zusammen.
1970 gab es in dem Dorf eine Grundschule sowie eine kleine Bibliothek.
Als 1972 die Gromadas aufgelöst wurden, wurde Gudniki Teil des Schulzenamtes Babieniec (Babziens) in der Gemeinde Korsze.
Durch eine gesamtpolnische Verwaltungsreform kam das Dorf 1975 zur Woiwodschaft Olsztyn, nach deren Auflösung war Gudniki ab 1999 Teil der Woiwodschaft Ermland-Masuren.

### Einwohnerzahlen
| Jahr | Anzahl |
| ---- | ------ |
| 1817 | 226    |
| 1910 | 272    |
| 1933 | 259    |
| 1939 | 223    |
| 1970 | 100    |
| 2011 | 63     |

## Kirche

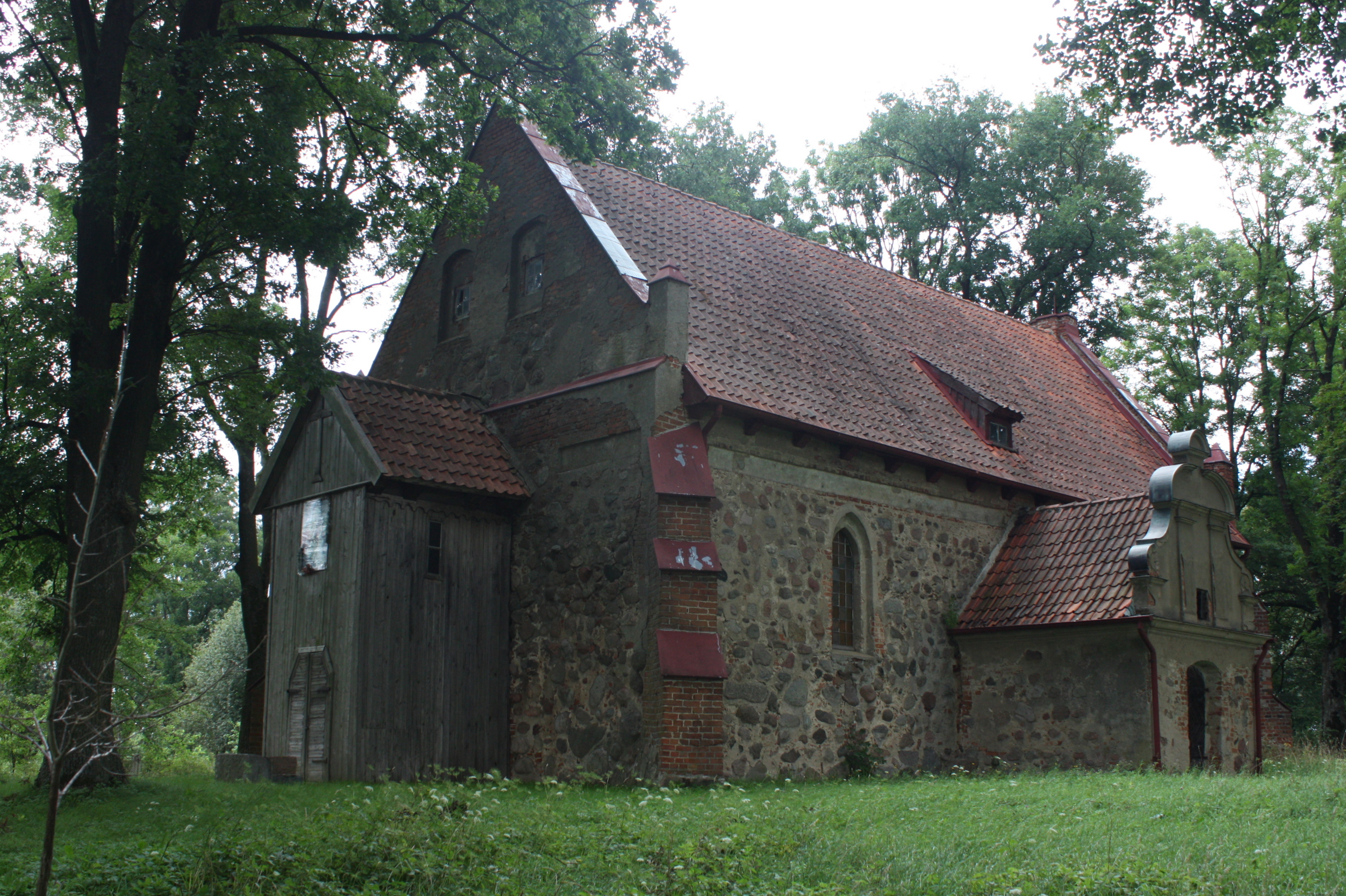
Die Kirche in Gudniki

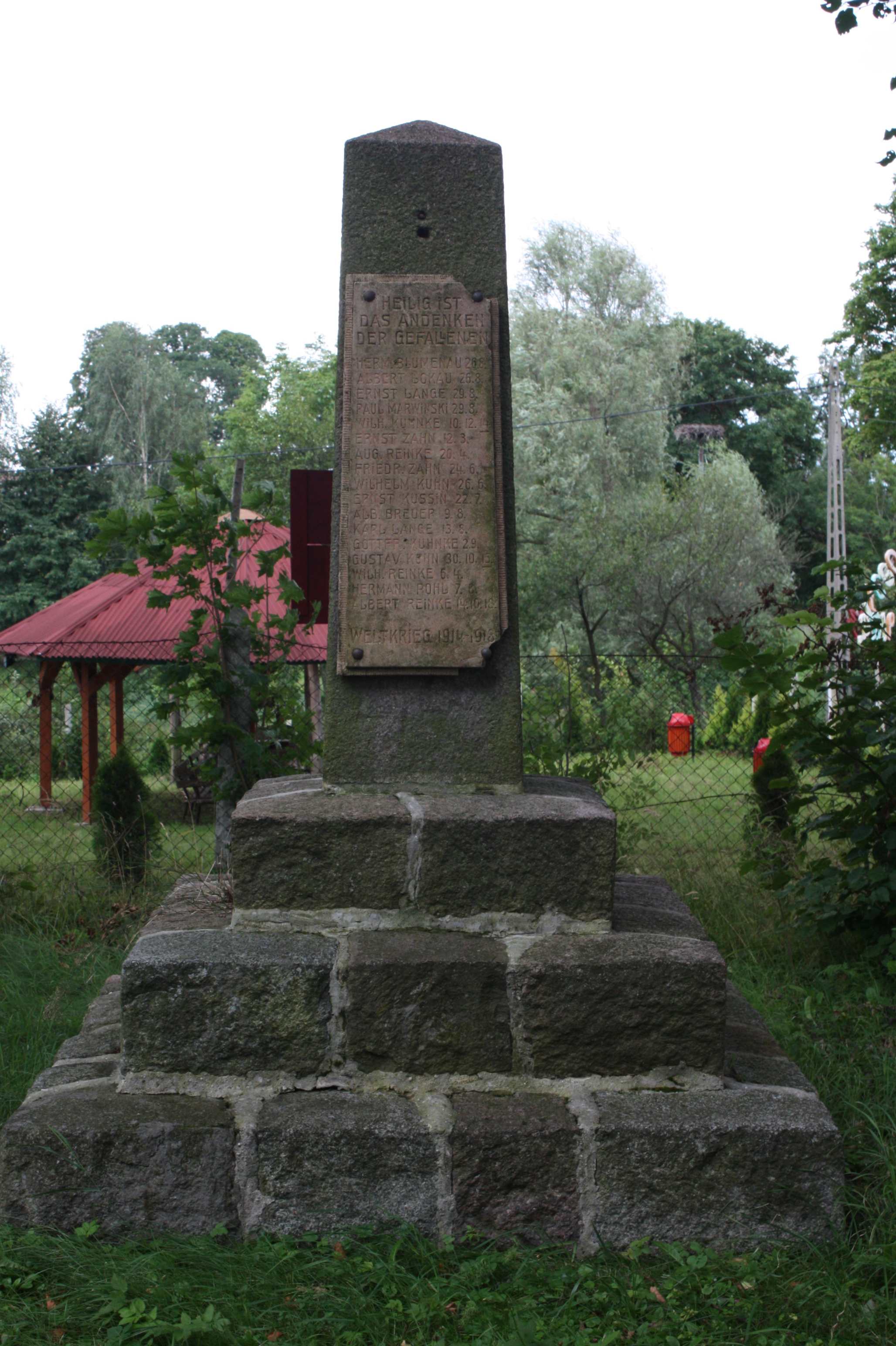
Denkmal für die Gefallenen 1914–1918

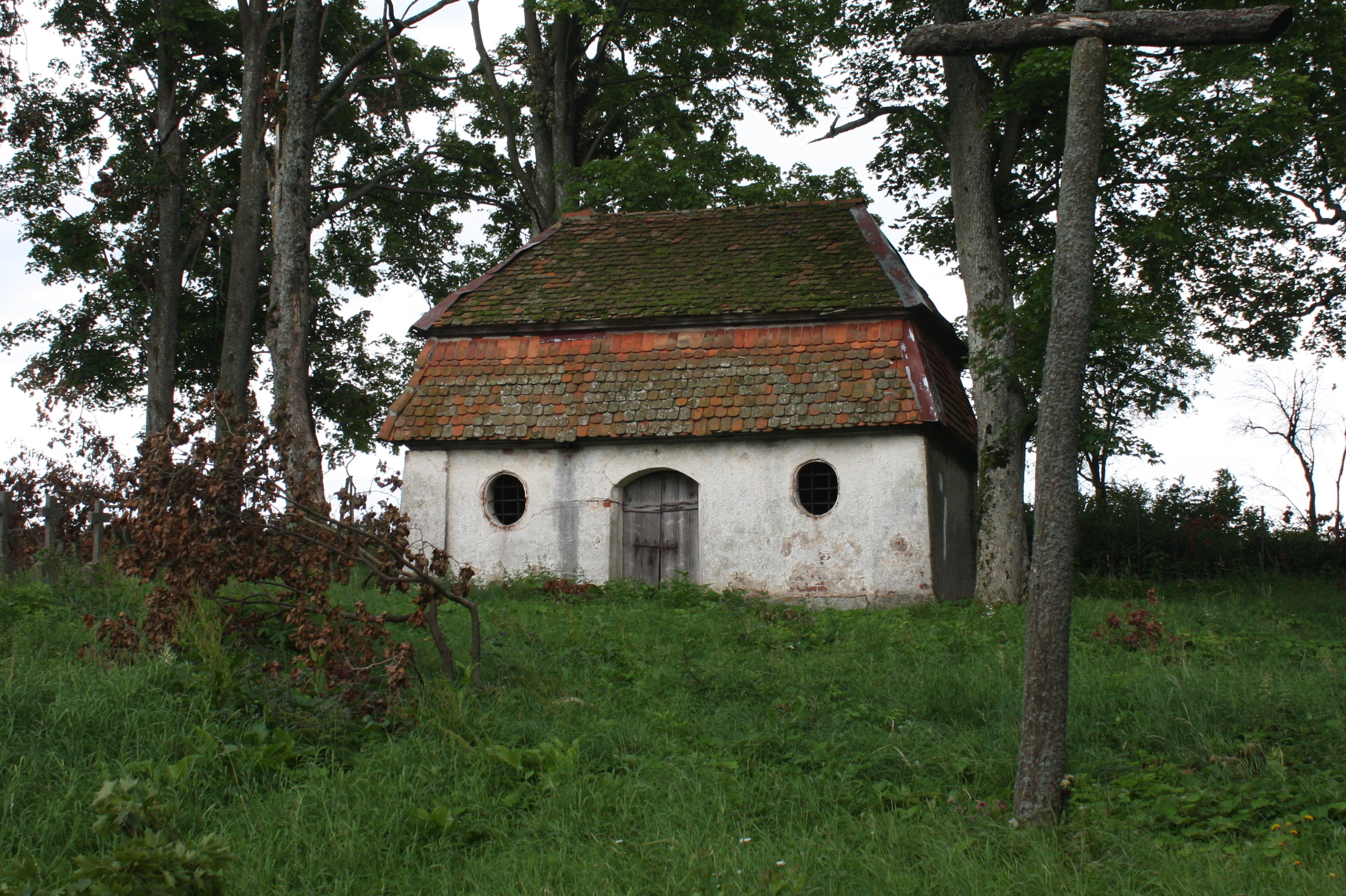
Friedhofskapelle in Gudniki aus dem 18. Jahrhundert

### Kirchengebäude
Die Kirche stammt aus dem 14. Jahrhundert. Die erste urkundliche Erwähnung datiert auf das Jahr 1483. Der Ostteil der Kirche ist jünger als der westliche Teil und datiert auf das 15. Jahrhundert. Die Kirche ist ein einfacher Saalbau aus Feldstein. Schmuckelemente der Kirche sind Strebepfeiler, Wandblenden und horizontale Putzstreifen. Auch Reste von farbigen Maßwerkmalereien in den Blenden und auf den Putzbändern sind zu erkennen. 1626 wurde der noch erhaltene Altar aufgestellt. In den Jahren 1731 bis 1733 wurde die Kirche umfassend restauriert. Dabei wurden die südliche Vorhalle errichtet, der geschweifte Giebel an der Sakristei angebracht, der Ost- und teilweise der Westgiebel erneuert und der hölzerne Turmstumpf errichtet. Weitere Restaurierungen fanden in den Jahren 1855, 1905 und 1924 statt, was am Ostgiebel vermerkt ist. 1656 wurde die heutige Kanzel eingebaut, die Schalldecke der Kanzel mit ihren Figuren folgte 1740. Vier Jahre später wurde die Orgelempore gebaut. 1927 wurden die Fenster verbreitert. Die volkstümliche Bemalung der inneren Balkendecke wurde 1744 von Johann Jerusalem aus Friedland angefertigt.
Eine Sehenswürdigkeit ist die Grabplatte aus rotem Marmor für den schwedischen Arzt Johan Bernard Varnbagen. Die aus dem Jahr 1647 stammende Platte befindet sich an der Südseite der Kirche.
Weiterhin gibt es ein Denkmal für die Gefallenen des Ersten Weltkrieges. Das Denkmal trägt die Inschrift Heilig ist das Andenken der gefalen (sic!) Darunter befinden sich die Namen von 17 gefallenen Soldaten.
An der Woiwodschaftsstraße 590 befindet sich eine Friedhofskapelle, die aus dem 18. Jahrhundert stammt. Hier finden sich die Ruhestätten der Familie von der Groeben, den Besitzern des Gutes Łankiejmy (Langheim).
Der Friedhof liegt im südlichen Teil des Dorfes an einem kleinen Hang. Er ist teilweise von einer Mauer umgeben. Die ältesten Gräber sind die von der Familie Ziegler und das Kreuz für F. Mulniera einem königlichen Wegebaumeister.

### Kirchen-/Pfarrgemeinde
Bereits in vorreformatorischer Zeit bestand in Gudnick eine Kirche.

#### Evangelisch
Am 10. Juni 1528 wurde die Kirche in Gudnick evangelisch und mit der Kirche Langheim (polnisch Łankiejmy) verbunden. Zwischen 1692 und 1736 war sie selbständig, um dann von 1736 bis 1768 und ab 1870 wieder ganz zu Langheim zu gehören. Beide Kirchengemeinden waren eigenständig, aber miteinander verbunden. Der Pfarrort war Langheim, das bis 1945 zum Kirchenkreis Rastenburg (polnisch Kętrzyn) in der Kirchenprovinz Ostpreußen der Kirche der Altpreußischen Union gehörte.
Heute orientieren sich die wenigen in Gudniki lebenden evangelischen Einwohner zur Johanneskirchengemeinde in Kętrzyn innerhalb der Diözese Masuren der Evangelisch-Augsburgischen Kirche in Polen.

#### Katholisch
Vor 1945 lebten relativ wenige Katholiken in der Region Gudnick. Als die Ortskirche 1528 an die Lutheraner abgegeben wurde, fanden sie in den Pfarreien Rößel (polnisch Reszel), Rastenburg (Kętrzyn) bzw. Korschen (Korsze) ihre neue kirchliche Heimat. Nach 1945 stieg die Zahl der katholischen Kirchenglieder aufgrund der Neuansiedlung polnische Bürger rapide an. Das bisher evangelische Gotteshaus wurde daraufhin an die katholische Kirche abgetreten. Es wurde eine Filialkirche der Pfarrei in Reszel (deutsch Rößel) im jetzigen Erzbistum Ermland.

## Verkehr

### Straße
Durch Gudniki führt die verkehrsreiche Woiwodschaftsstraße 590 von Barciany (Barten) über Korsze (Korschen) und Reszel (Rößel) nach Biskupiec (Bischofsburg).

### Schiene
Etwa acht Kilometer nördlich des Dorfes liegt Korsze (Korschen), die nächste Bahnstation an den beiden Bahnstrecken Posen–Toruń–Korsze und Białystok–Ełk–Korsze.

### Luft
Der nächste internationale Flughafen ist der etwa 90 Kilometer nördlich gelegene Flughafen Kaliningrad, der sich aber auf russischem Hoheitsgebiet  außerhalb der Europäischen Union befindet und somit nur sehr eingeschränkt genutzt werden kann.
Auf polnischem Territorium ist der etwa 170 Kilometer westlich befindliche Lech-Wałęsa-Flughafen Danzig der nächstgelegene internationale Flughafen. Der Flughafen Szczytno-Szymany befindet sich etwa 60 Kilometer südlich von Gudniki, ist aber nur in den Sommermonaten in Betrieb.

## Persönlichkeiten
- Kurt Fehr (1897–1973), deutscher Landrat